# Juan José de Vértiz y Salcedo
Juan José de Vértiz y Salcedo (Mérida de Yucatán, actual México, 1718-Madrid, España, 1799) fue un militar, conquistador y burócrata virreinal novohispano que ejerció el cargo de último gobernador de Buenos Aires desde 1770 hasta que fuera creado el nuevo virreinato rioplatense en 1776 y en el cual sería nombrado como nuevo virrey del Río de la Plata entre 1778 y 1784.

## Biografía

### Origen familiar y primeros años
Juan José de Vértiz y Salcedo nacido en el año 1718, fue bautizado el 2 feb 1718 en la ciudad de Mérida de la Capitanía General de Yucatán que formaba parte del Virreinato de Nueva España y a su vez, del Imperio español. Fue un criollo, hijo de Juan José de Vértiz y Hontañón, navarro, quien fuera gobernador del Yucatán y un importante político peninsular, y de María Ana de Salcedo Enrriquez y Navarra.

### Carrera militar en Europa
Estudió en España y se formó como militar, y de esta forma intervino en varias campañas españolas, como las de Italia y de Francia. También se desempeñó militarmente en el Imperio ruso.

### Último gobernador de Buenos Aires
Vértiz y Salcedo desempeñó el cargo de último gobernador de Buenos Aires desde el 4 de septiembre de 1770, bajo la administración del Virreinato del Perú, hasta que fuera creado el nuevo Virreinato del Río de la Plata el 1 de agosto de 1776.
Tuvo como prioridad el echar a los portugueses de la Banda Oriental, en donde tenían fundada Colonia de Sacramento. Creó un impuesto municipal de guerra para poder afrontar los gastos de las milicias que defendían a las poblaciones de los malones aborígenes. También fundó el Real Colegio de San Carlos, el 10 de febrero de 1772, y la Casa de Recogidas, además de establecer el alumbrado urbano.

### Segundo virrey del Río de la Plata
Asumió el cargo de virrey el 26 de junio de  1778, y realizó una obra de gobierno muy vasta. Desarrolló la economía regional, colonizó tierras deshabitadas, instaló intendencias por todo el virreinato y preparó el camino para que fuera fundada la Real Audiencia de Buenos Aires. Además fundaría la Casa de Niños Expósitos el 7 de agosto de 1779. 
Durante su gobierno se censó por primera vez la ciudad de Buenos Aires en 1778, por el cual se supo en aquel entonces que contaba con 24 754 habitantes, a los que había que sumar los 12 925 habitantes de la campaña bonaerense. En tarea social intentó agrupar a todos los artesanos en diferentes gremios, imitando el sistema vigente en Europa. También se creó el primer teatro de la ciudad, La Ranchería.
Tuvo un importante papel en la represión de la sublevación de Túpac Amaru II, aplastada en 1781. Igualmente, ordenó una sumaria secreta de los principales cabecillas de la rebelión de Oruro, haciéndolos trasladar a Buenos Aires, la capital del virreinato, para ser sujetos a una extensa y penosa causa judicial.
Por haber establecido el primer alumbrado público de la ciudad se lo llamó "El Virrey de las luminarias".

### Regreso a España y fallecimiento
En 1784 pidió regresar a España, y una vez autorizado dejó el virreinato, entregándoselo al nuevo virrey Nicolás del Campo. 
Murió en Madrid, España, en 1799.